# Taeniophyllum mamilliferum
Taeniophyllum mamilliferum är en orkidéart som beskrevs av Johannes Jacobus Smith. Taeniophyllum mamilliferum ingår i släktet Taeniophyllum och familjen orkidéer. Inga underarter finns listade i Catalogue of Life.